# Coupe du Japon de football 2010
Navigation
Édition précédente Édition suivante
La Coupe du Japon de football 2010 est la 90e édition de la Coupe du Japon, une compétition à élimination directe mettant aux prises des clubs de football amateurs et professionnels à travers le Japon. Elle est organisée par la Fédération du Japon de football (JFA). La compétition à élimination directe met aux prises des clubs amateurs et professionnels à travers le Japon. 
Le Gamba Ōsaka est le tenant du titre.

## Calendrier
| Tour | Nom                            | Dates           | Équipes participantes | Équipes gagnantes |
| 1 | Premier tour                   | 3 septembre     | 48                    | 24                |
| Entrée des 18 clubs de J. League Entrée des 19 clubs de J. League 2 Entrée des 3 premiers de la phase aller de la Japan Football League |                                |                 |                       |                   |
| 2 | Deuxième tour                  | 5 septembre     | 64                    | 32                |
| 3 | Troisième tour                 | 9-11-13 octobre | 32                    | 16                |
| 4 | Quatrième tour                 | 17 novembre     | 16                    | 8                 |
| 5 | Quarts de finale               | 25 décembre     | 8                     | 4                 |
| 6 | Demi-finales                   | 29 décembre     | 4                     | 2                 |
| 7 | Finale Stade olympique (Tōkyō) | 1er janvier     | 2                     | 1                 |

## Résultats

### Deuxième tour
| Division | Club                | Résultat | Club                           | Division | Lieu                                             | Date, heure JST    |
| -------- | ------------------- | -------- | ------------------------------ | -------- | ------------------------------------------------ | ------------------ |
| J1       | Kashima Antlers     | 6 - 0    | Arte Takasaki                  | JFL      | Stade de Kashima, Kashima                        | 5 septembre, 18h00 |
| J2       | Roasso Kumamoto     | 2 - 1    | Ehime FC                       | J2       | KKWing Stadium, Kumamoto                         | 5 septembre, 17h00 |
| J1       | Vegalta Sendai      | 0 - 1ap  | Sony Sendai                    | JFL      | Sendai Stadium, Sendai                           | 5 septembre, 19h00 |
|          | Toyama Shinjo Club  | 0 - 7    | Cerezo Ōsaka                   | J1       | Kincho Stadium, Ōsaka                            | 5 septembre, 18h00 |
| J1       | Albirex Niigata     | 3 - 0    | Zweigen Kanazawa               | JFL      | Stade Tohoku Denryoku, Niigata                   | 5 septembre, 18h00 |
| JFL      | Machida Zelvia      | 1 - 0    | Tokyo Verdy                    | J2       | Nishigaoka National Stadium, Kita                | 5 septembre, 19h00 |
| J1       | Nagoya Grampus      | 3 - 0    | Chukyo University              |          | Suzuka Sports Garden, Suzuka                     | 5 septembre, 17h00 |
| J2       | Consadole Sapporo   | 4 - 1    | Grulla Morioka                 |          | Sapporo Atsubetsu Park Stadium, Sapporo          | 5 septembre, 13h00 |
| J1       | Sanfrecce Hiroshima | 4 - 0    | Dezzola Shimahe                |          | Fukuyama Sports Park Athletics Stadium, Fukuyama | 5 septembre, 18h00 |
| J2       | Fagiano Okayama     | 2 - 3    | Avispa Fukuoka                 | J2       | Momotaro Stadium, Okayama                        | 5 septembre, 18h00 |
| J1       | Omiya Ardija        | 4 - 1    | Kamatamare Sanuki              |          | Stade du parc Omiya, Saitama                     | 5 septembre, 17h00 |
| J2       | Thespa Kusatsu      | 1 - 3    | Giravanz Kitakyushu            | J2       | Shikishima Football Stadium, Maebashi            | 5 septembre, 15h00 |
| J1       | FC Tokyo            | 2 - 0    | Komazawa University            |          | Stade Ajinomoto, Chōfu                           | 5 septembre, 19h00 |
| JFL      | Sagawa Printing     | 2 - 3ap  | Kyoto Sanga                    | J1       | Nishikyogoku Athletic Stadium, Kyōto             | 5 septembre, 18h00 |
| J2       | JEF United Chiba    | 3 - 0    | FC Ryūkyū                      | JFL      | Fukuda Denshi Arena, Chiba                       | 5 septembre, 19h00 |
| J1       | Kawasaki Frontale   | 4 - 0    | UEP Kanoya                     |          | Todoroki Athletics Stadium, Kawasaki             | 5 septembre, 18h00 |
| J2       | Kataller Toyama     | 1 - 2    | Yokohama FC                    | J2       | Toyama Athletic Recreation Park Stadium, Toyama  | 5 septembre, 18h00 |
| J1       | Montedio Yamagata   | 3 - 0    | Blaublitz Akita                | JFL      | Yamagata Park Stadium, Tendō                     | 5 septembre, 18h00 |
| J1       | Shonan Bellmare     | 4 - 0    | Renofa Yamaguchi               |          | Hiratsuka Athletics Stadium, Hiratsuka           | 5 septembre, 19h00 |
| J1       | Shimizu S-Pulse     | 2 - 0    | Honda FC                       | JFL      | Nihondaira Sports Stadium, Shimizu-ku            | 5 septembre, 19h00 |
| J2       | Mito HollyHock      | 4 - 2    | Sagawa Shiga                   | JFL      | Kasamatsu Stadium, Hitachinaka                   | 5 septembre, 16h00 |
| J1       | Yokohama F. Marinos | 3 - 1    | V-Varen Nagasaki               | JFL      | Mitsuzawa Stadium, Yokohama                      | 5 septembre, 19h00 |
| J2       | Sagan Tosu          | 10 - 0   | Kumamoto Gakuen University     |          | Tosu Stadium, Tosu                               | 5 septembre, 18h00 |
| J1       | Gamba Ōsaka         | 6 - 2    | Ōsaka University               |          | Osaka Expo '70 Stadium, Suita                    | 5 septembre, 18h00 |
| J2       | FC Gifu             | 2 - 3    | Tochigi SC                     | J2       | Nagaragawa Stadium, Gifu                         | 5 septembre, 18h00 |
| JFL      | MIO Biwako Kusatsu  | 0 - 2    | Vissel Kobe                    | J1       | Home's Stadium Kobe, Kōbe                        | 5 septembre, 19h00 |
| J2       | Kashiwa Reysol      | 6 - 0    | Juntendo University            |          | Hitachi Kashiwa Soccer Stadium, Kashiwa          | 5 septembre, 18h00 |
| J1       | Urawa Red Diamonds  | 7 - 0    | Tokyo International University |          | Urawa Komaba Stadium, Urawa                      | 5 septembre, 17h00 |
| J2       | Tokushima Vortis    | 2 - 1    | Gainare Tottori                | JFL      | Naruto Athletic Stadium, Naruto                  | 5 septembre, 18h30 |
| J1       | Júbilo Iwata        | 2 - 1    | Ehime FC (Réserve)             |          | Yamaha Stadium, Iwata                            | 5 septembre, 19h00 |
| J2       | Ventforet Kofu      | 1 - 0    | Matsumoto Yamaga               | JFL      | Kose Sports Stadium, Kōfu                        | 5 septembre, 17h00 |

### Troisième tour
| Division | Club                | Résultat        | Club              | Division | Lieu                                  | Date, heure JST   |
| -------- | ------------------- | --------------- | ----------------- | -------- | ------------------------------------- | ----------------- |
| J1       | Kashima Antlers     | 2 - 1           | Roasso Kumamoto   | J2       | Stade de Kashima, Kashima             | 9 octobre, 13h00  |
| JFL      | Sony Sendai         | 1 - 3           | Cerezo Ōsaka      | J1       | Sendai Stadium, Sendai                | 9 octobre, 13h00  |
| J1       | Albirex Niigata     | 2 - 1           | Machida Zelvia    | JFL      | Stade Tohoku Denryoku, Niigata        | 9 octobre, 13h00  |
| J1       | Nagoya Grampus      | 2 - 1           | Consadole Sapporo | J2       | Mizuho Athletic Stadium, Nagoya       | 9 octobre, 13h00  |
| J1       | Sanfrecce Hiroshima | 2 - 2, 5 - 6tab | Avispa Fukuoka    | J2       | Hiroshima Stadium, Hiroshima          | 13 octobre, 13h00 |
| J1       | Omiya Ardija        | 3 - 0           | Oita Trinita      | J2       | Kumagaya Athletic Stadium, Kumagaya   | 11 octobre, 13h00 |
| J2       | Giravanz Kitakyushu | 0 - 2           | FC Tokyo          | J1       | Shikishima Stadium, Maebashi          | 11 octobre, 13h00 |
| J1       | Kyoto Sanga         | 0 - 2           | JEF United Chiba  | J2       | Nishikyogoku Athletic Stadium, Kyōto  | 9 octobre, 13h00  |
| J1       | Kawasaki Frontale   | 3 - 0           | Yokohama FC       | J2       | Todoroki Athletics Stadium, Kawasaki  | 13 octobre, 13h00 |
| J1       | Montedio Yamagata   | 3 - 1           | Shonan Bellmare   | J1       | Yamagata Park Stadium, Tendō          | 9 octobre, 13h00  |
| J1       | Shimizu S-Pulse     | 4 - 1           | Mito HollyHock    | J2       | Nihondaira Sports Stadium, Shimizu-ku | 13 octobre, 13h00 |
| J1       | Yokohama F. Marinos | 2 - 1           | Sagan Tosu        | J2       | Mitsuzawa Stadium, Kanagawa-ku        | 9 octobre, 13h00  |
| J1       | Gamba Ōsaka         | 4 - 1ap         | Tochigi SC        | J2       | Osaka Expo '70 Stadium, Suita         | 9 octobre, 13h00  |
| J1       | Vissel Kobe         | 1 - 2ap         | Kashiwa Reysol    | J2       | Home's Stadium Kobe, Kōbe             | 11 octobre, 13h00 |
| J1       | Urawa Red Diamonds  | 2 - 0           | Tokushima Vortis  | J2       | Urawa Komaba Stadium, Urawa           | 9 octobre, 13h00  |
| J1       | Júbilo Iwata        | 2 - 1           | Ventforet Kofu    | J2       | Yamaha Stadium, Iwata                 | 13 octobre, 13h00 |

### Quatrième tour
| Division | Club                | Résultat        | Club              | Division | Lieu                                 | Date, heure JST    |
| -------- | ------------------- | --------------- | ----------------- | -------- | ------------------------------------ | ------------------ |
| J1       | Kashima Antlers     | 2 - 1           | Cerezo Ōsaka      | J1       | Stade de Kashima, Kashima            | 17 novembre, 19h00 |
| J1       | Nagoya Grampus      | 1 - 1, 5 - 4tab | Albirex Niigata   | J1       | Mizuho Athletic Stadium, Nagoya      | 17 novembre, 19h00 |
| J1       | Omiya Ardija        | 2 - 2, 3 - 4tab | Avispa Fukuoka    | J2       | Stade du parc Omiya, Ōmiya           | 17 novembre, 19h00 |
| J1       | FC Tokyo            | 2 - 0           | JEF United Chiba  | J2       | Stade Ajinomoto, Chōfu               | 17 novembre, 19h00 |
| J1       | Kawasaki Frontale   | 3 - 3, 4 - 5tab | Montedio Yamagata | J1       | Todoroki Athletics Stadium, Kawasaki | 17 novembre, 19h00 |
| J1       | Yokohama F. Marinos | 0 - 3           | Shimizu S-Pulse   | J1       | Mitsuzawa Stadium, Kanagawa-ku       | 17 novembre, 19h00 |
| J1       | Gamba Ōsaka         | 4 - 1ap         | Kashiwa Reysol    | J2       | Osaka Expo '70 Stadium, Suita        | 17 novembre, 19h00 |
| J1       | Urawa Red Diamonds  | 1 - 0           | Júbilo Iwata      | J1       | Stade Saitama 2002, Midori-ku        | 17 novembre, 19h00 |

### Quarts-de-finale
| Division | Club            | Résultat        | Club               | Division | Lieu                                  | Date, heure JST    |
| -------- | --------------- | --------------- | ------------------ | -------- | ------------------------------------- | ------------------ |
| J1       | Kashima Antlers | 2 - 1           | Nagoya Grampus     | J1       | Stade de Kashima, Kashima             | 25 décembre, 13h00 |
| J2       | Avispa Fukuoka  | 2 - 3ap         | FC Tokyo           | J1       | Kumagaya Athletic Stadium, Kumagaya   | 25 décembre, 13h00 |
| J1       | Shimizu S-Pulse | 1 - 1, 5 - 4tab | Montedio Yamagata  | J1       | Nihondaira Sports Stadium, Shimizu-ku | 25 décembre, 13h00 |
| J1       | Gamba Ōsaka     | 2 - 1ap         | Urawa Red Diamonds | J1       | Osaka Expo '70 Stadium, Suita         | 25 décembre, 13h00 |

### Demi-finales
| Division | Club            | Résultat | Club        | Division | Lieu                               | Date, heure JST    |
| -------- | --------------- | -------- | ----------- | -------- | ---------------------------------- | ------------------ |
| J1       | Kashima Antlers | 2 - 1ap  | FC Tokyo    | J1       | Stade olympique de Tōkyō, Shinjuku | 29 décembre, 15h00 |
| J1       | Shimizu S-Pulse | 3 - 0    | Gamba Ōsaka | J1       | Stade Ecopa de Shizuoka, Fukuroi   | 29 décembre, 13h00 |

### Finale
| Division | Club            | Résultat | Club            | Division | Lieu                               | Date, heure JST    |
| -------- | --------------- | -------- | --------------- | -------- | ---------------------------------- | ------------------ |
| J1       | Kashima Antlers | 2 - 1    | Shimizu S-Pulse | J1       | Stade olympique de Tōkyō, Shinjuku | 1er janvier, 14h00 |